# أندريا غيير
أندريا غيير (بالألمانية: Andrea Geyer)‏ هي فنانة منسوجات ‏ ألمانية، ولدت في 1971 في فرايبورغ في ألمانيا.